# 趙必恭
趙必恭（?—?），清朝政治人物。
乾隆30年（1765年），擔任清朝遵义府婺川縣知縣。后由董醇接任。